# Margaret Brennan
Margaret Brennan (Stamford, 26 de março de 1980) é uma jornalista estadunidense. Ela é a atual apresentadora do programa Face the Nation na CBS News. Anteriormente ela foi correspondente da emissora na Casa Branca.

## Biografia
Nascida em Connecticut, Margaret Brennan estudou na Universidade da Virgínia, onde se formou em Relações Exteriores e Estudos do Oriente Médio com especialização em árabe. Como bolsista da Fulbright-Hays, ela estudou árabe na Universidade de Yarmouk, em Irbid, na Jordânia. Ela também recebeu o título de honorário de doutor em letras da Niagara University.
Antes de ingressar na CBS News, Brennan apresentava um programa para a Bloomberg chamado "InBusiness with Margaret Brennan", e foi correspondente da CNBC. Ela também trabalhou na NBC News.